# Daniel Götschenhjelm
Martin Daniel Götschenhjelm, född 2 oktober 1968 i Stockholm, är en svensk skådespelare och präst.

## Biografi
Daniel Götschenhjelm växte upp i Djursholm och gick på Danderyds gymnasium. Han utexaminerades från Teaterhögskolan i Stockholm 1997 och har arbetat bland annat på Malmö stadsteater, Stockholms stadsteater, Folkteatern i Gävleborg och på Radioteatern, utöver film och TV.
I juni 2010 prästvigdes Götschenhjelm till präst i Svenska kyrkan för Stockholms stift. Han är gift med skådespelaren Sofia Helin.

## Filmografi
- 1993 – Macklean (TV-serie)
- 1995 – Radioskugga (även 1997)
- 1997 – Tartuffe - hycklaren
- 1998 – Vasasagan
- 2002 – Rum 703
- 2006 – Kronprinsessan (TV-serie)
- 2007 – Nina Frisk
- 2008 – Kungamordet (TV-serie)
- 2009 – Beck – I stormens öga
- 2009 – Oskyldigt dömd (TV-serie)
- 2010 – Guds tre flickor (TV-serie)

## Teater

### Roller (ej komplett)
| År   | Roll                                           | Produktion                               | Regi            | Teater                 |
| ---- | ---------------------------------------------- | ---------------------------------------- | --------------- | ---------------------- |
| 1998 | Ung inkasserare                                | Linje Lusta Tennessee Williams           | Rickard Günther | Stockholms stadsteater |
| 1999 | Unge Wackford Squeers Lord Frederick Verisopht | Nicholas Nickleby David Edgar            | Georg Malvius   | Stockholms stadsteater |
| 2001 | Richard                                        | Natt klockan 12 på dagen Sidney Kingsley | Georg Malvius   | Stockholms stadsteater |
| 2003 | Andres Underofficern                           | Woyzeck Georg Büchner                    | Stefan Larsson  | Dramaten               |